# Uräusschlange (Symbol)
Die Uräusschlange ist ein Symbol der altägyptischen Ikonografie. Der altgriechische Begriff οὐραῖος (ouraĩos), in Umschrift Uraios, latinisiert Uraeus, geht vermutlich auf das altägyptische iaret (uaret) zurück, was im Allgemeinen mit „die sich Aufbäumende“ übersetzt wird. Im Alten Ägypten gilt diese goldene, in Form einer sich aufreckenden, das Nackenschild spreizenden und Gift sprühenden Kobra dargestellte Stirnschlange Göttern wie Königen (Pharaonen) als apotropäisches Schutzsymbol, indem Uräus mit dem Gluthauch seines Feueratems die Feinde seines Trägers abwehrt. In gleicher Eigenschaft wird das Symbol, zumeist in Form von Uräenfriesen, mindestens seit der 3. Dynastie auch zum Schutz von Bauwerken an deren Fassaden und insbesondere über Eingängen angebracht (wie zum Beispiel im Tempel von Abu Simbel und dem Tempelhaus von Kom Ombo).

## Mythologie
Der ägyptische Sonnengott Re hatte einst eines seiner Augen mit einem Auftrag ausgesandt. Als dieses nach Erledigung zurückkehrte, fand es seinen Platz durch ein nachgewachsenes Auge besetzt. Re ersann die versöhnliche Lösung, das nun ledige dritte Sonnenauge als Uräus an seine Stirn zu erheben. Einem anderen Mythos zufolge hatte sich die unterägyptische Schlangengöttin Wadjet in Gestalt des Uräus auf das Haupt des Königs niedergelassen. Auch die in This verehrte löwengestaltige Göttin Mehit wurde gelegentlich mit dem Feuer speienden Uräus als dem Auge des Re identifiziert.

## Ursprung und Entwicklung

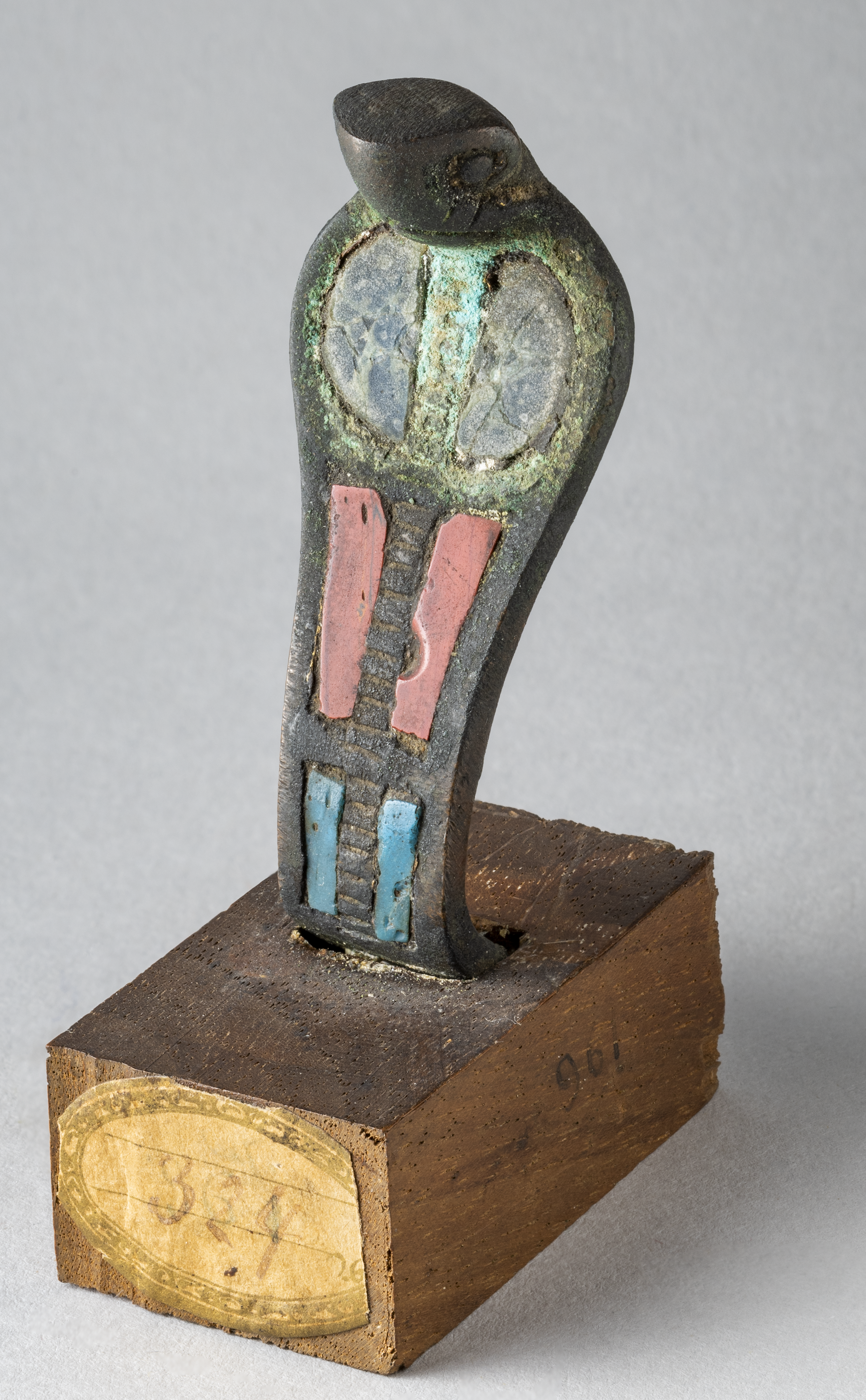
Statuette des Uräus, zwischen 722 und 332 v. Chr. Spätzeit des Alten Ägyptens. Museo Egizio, Turin.
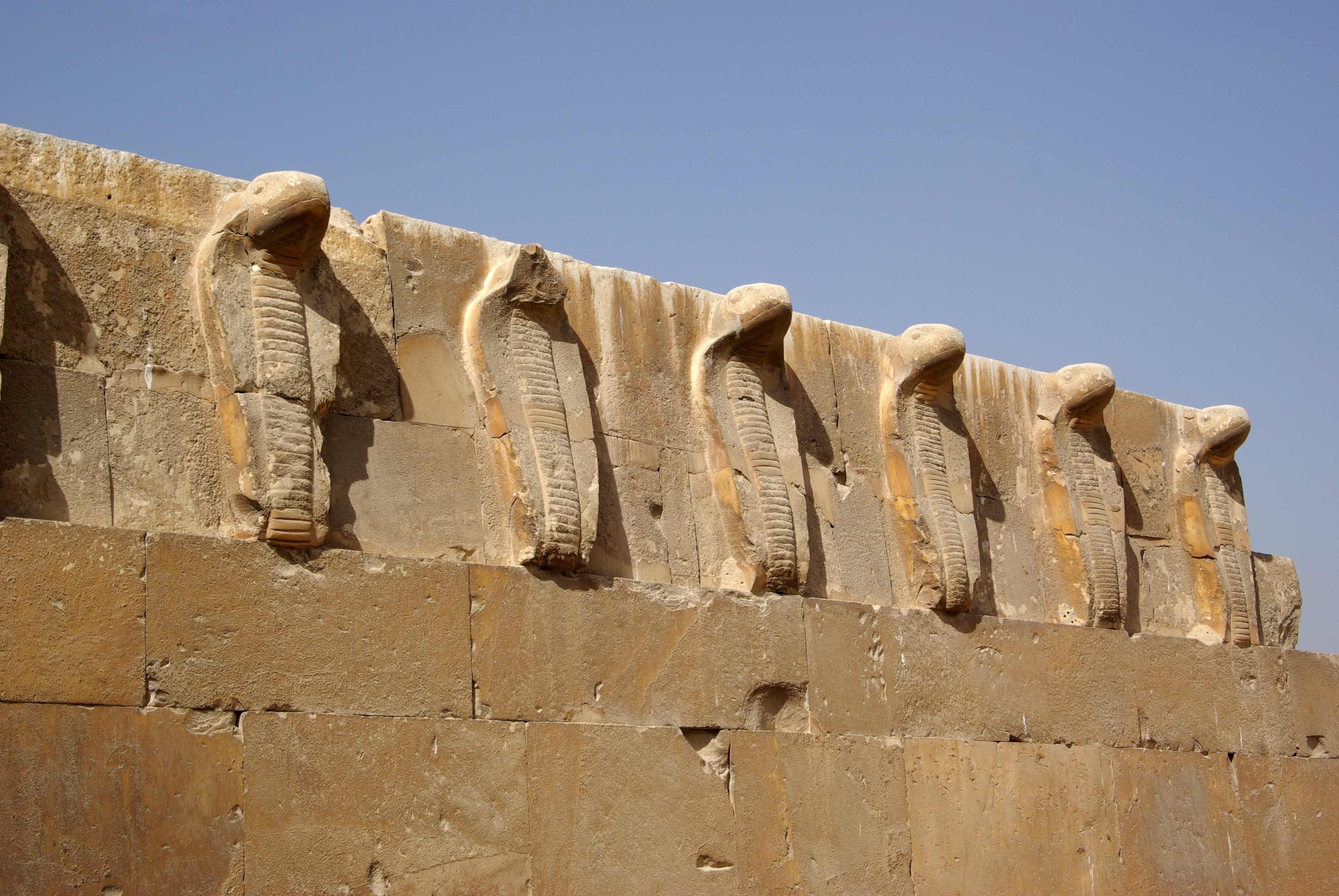
Uräenfries im Grabkomplex des Djoser in Sakkara

Wolfhart Westendorf verweist auf die frühe Rolle der Uräusschlange, die als Wegbereiter der Sonne galt. Sie war das Transportmittel der Sonnenscheibe, die sie am Tag an den Himmel hob, weiterbewegte und in der Nacht in die Duat sinken ließ, um sie am nächsten Morgen erneut emporsteigen zu lassen. Insbesondere an den Ein- und Ausgangstoren der Duat fungierte sie als Schutzwesen gegen die Feinde des Sonnengottes.
Im prädynastischen Königtum von Buto wurde die Uräusschlange als die bedeutendste der schlangengestaltigen Gottheiten als Wadjet (auch: Uto) verehrt, als deren heiliges Tier der Uräus später gilt. Andererseits ist vereinzelt auch die Meinung anzutreffen, das Abzeichen versinnbildliche eine Stirnlocke, wie sie einst bei altlibyschen Stämmen in Mode war. In ähnlicher Weise will Helck im Uräus eines der Rudimente prähistorischer Jägertracht sehen, aus der sich die Machtinsignien des Königs entwickelt hätten – im Falle des Uräus sei die Haarlocke der vorgeschichtlichen Jäger zu der tierischen Gestalt einer Schlange mutiert.
Für das Alte Reich sind Uräus-Diademe nachweisbar. Diese werden vornehmlich dem Sonnengott und den königlichen Göttern Horus und Seth sowie schließlich auch dem König zugewiesen. Erst seit dem Mittleren Reich ist die sich aufrichtende Blähkobra als an der Krone zu tragende Stirnschlange verbürgt.

## Bedeutungen im alten Ägypten
Wegen seiner mythologischen Bedeutung als das Feuer speiende Auge des Sonnengottes verkörpert der Uräus zugleich auch das Feuer selbst. Die daraus erwachsende Magie und Mächtigkeit machte das Reptil wie geschaffen dafür, den Schutz der Götter wie der Könige zu gewähren, indem es mit dem ihm zugeschriebenen Feueratem die Feinde abwehrt. Somit wurde der Uräus neben Geißel, Krummstab und Was-Zepter dem König zu einer wirksamen Insigne seiner irdischen Gottesmacht, welche Feindliches, Böses oder Unreines von seiner geheiligten Person fernhält. Insofern ist sie in allererster Linie Beschützerin des Pharao und der betreffenden Götter. Hingegen gilt die Uräusschlange selbst unbefugten Göttern als gefährlich, ja geradezu als feindlich, zumal sie jedem Missbrauch ihres Wesens furchtbar zu begegnen weiß.

## Bedeutung bis in die römische Zeit
Die Uräusschlange blieb bis in die römische Zeit von Bedeutung und wurde auch auf den Rückseiten alexandrinischer Münzen abgebildet. Gelegentlich wurde sie auch gemeinsam mit der Agothodaimonschlange auf Münzrückseiten geprägt.

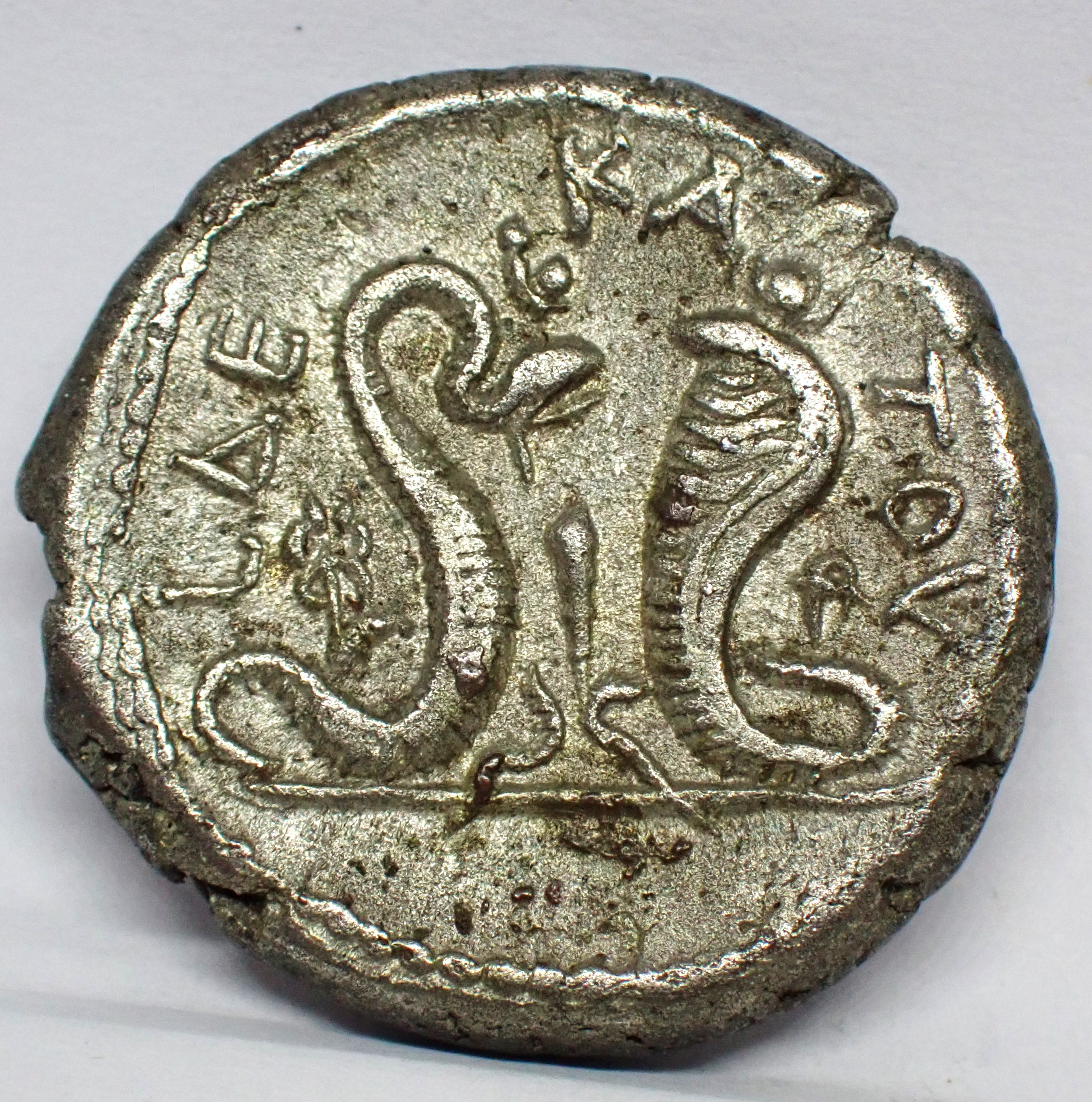
Agathodaimonschlange (links) und Uräusschlange (rechts), Tetradrachme, Hadrian, Alexandria